# Becherov
Becherov je obec na Slovensku v okrese Bardejov. Žije v něm 280 obyvatel. První písemná zmínka o vesnici pochází z roku 1414.

## Přírodní poměry
Obec Becherov leží na severovýchodě Slovenska v severní části okresu Bardejov u hranic hranic s Polskem. Svým katastrem obec hraničí s obcemi Ondavka, Vyšná Polianka, Jedlinka, Smilno, Chmeľová, Regetovka a s obcí Konieczna ležící již v Polsku. Celková rozloha katastru Becherova je 1909 ha. V katastrálním území obce leží národní přírodní rezervace Becherovská tisina.

## Památky
- Řeckokatolický chrám Narození přesvaté Bohorodičky z roku 1847
- Pravoslavná cerkev s prvky staroruského baroka
- Vojenský hřbitov z první světové války[2][3]